# Zastava Esvatinija
Zastava Esvatinija usvojena je 6. listopada 1968.
Trobojka je crvene, plave i žute boje. U sredini je štit, pola crni, a pola bijeli.
Crvena predstavlja prošle bitke, plava mir i stabilnost, a žuta bogatstva prirode. Štit predstavlja zaštitu od neprijatelja.
Crna i bijela boja štita simboliziraju suživot negroida i europeida.